# Édel de Cléron
Pour les articles homonymes, voir Edel.
L'édel de Cléron est un fromage au lait de vache à pâte molle à croûte fleurie, très inspiré du Mont d'Or (fromage), du Doubs, et de la cuisine franc-comtoise. Baptisé Cléron (village qui l'a créé et qui le fabrique) dans la vallée de la Loue, du massif du Jura, en Bourgogne-Franche-Comté, il est, contrairement au Mont d'Or, légèrement pasteurisé, et produit toute l'année.

## Caractéristiques
Il se rapproche par le goût, par la forme et par la texture du Mont-d'Or. Il est fait à base de lait de vache du Doubs légèrement pasteurisé.

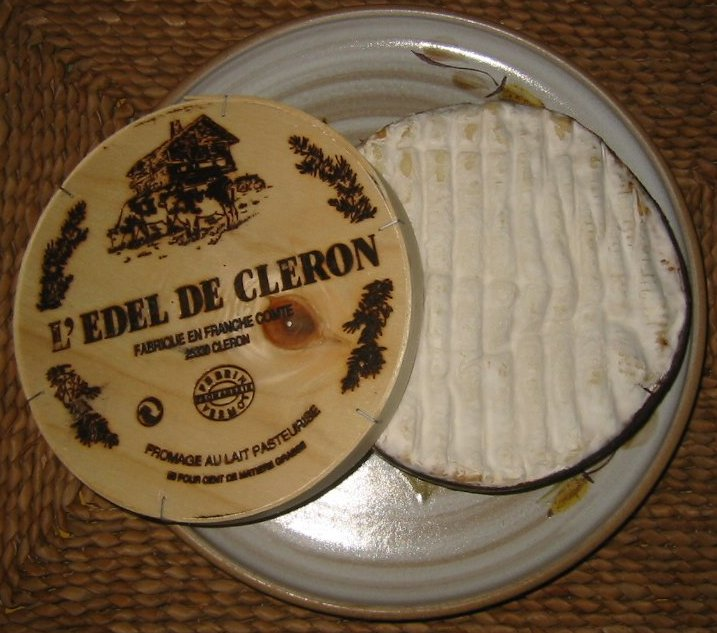
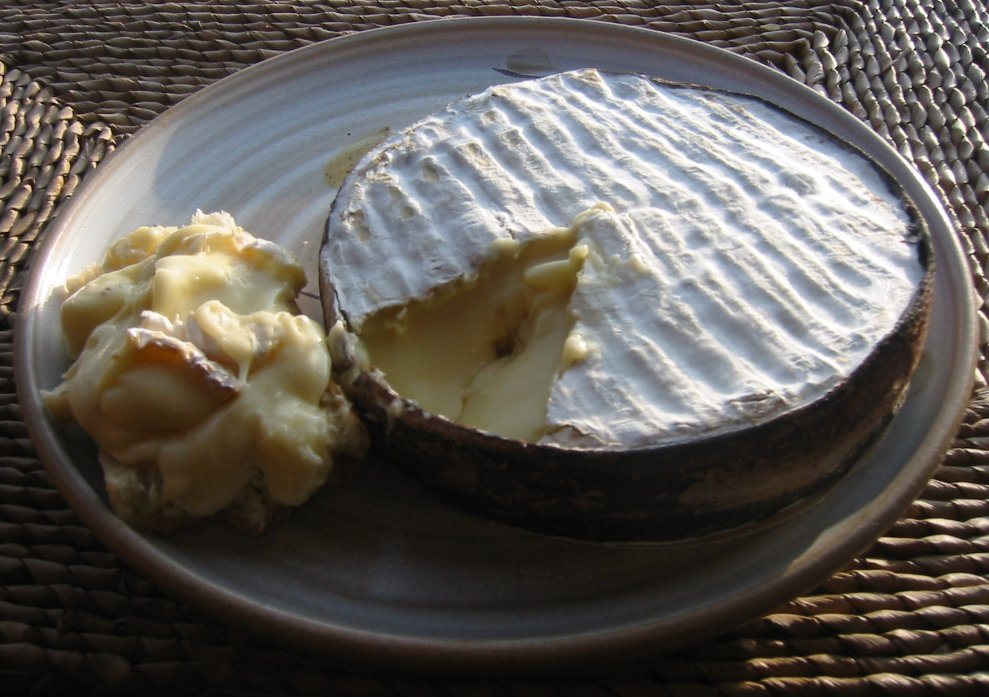
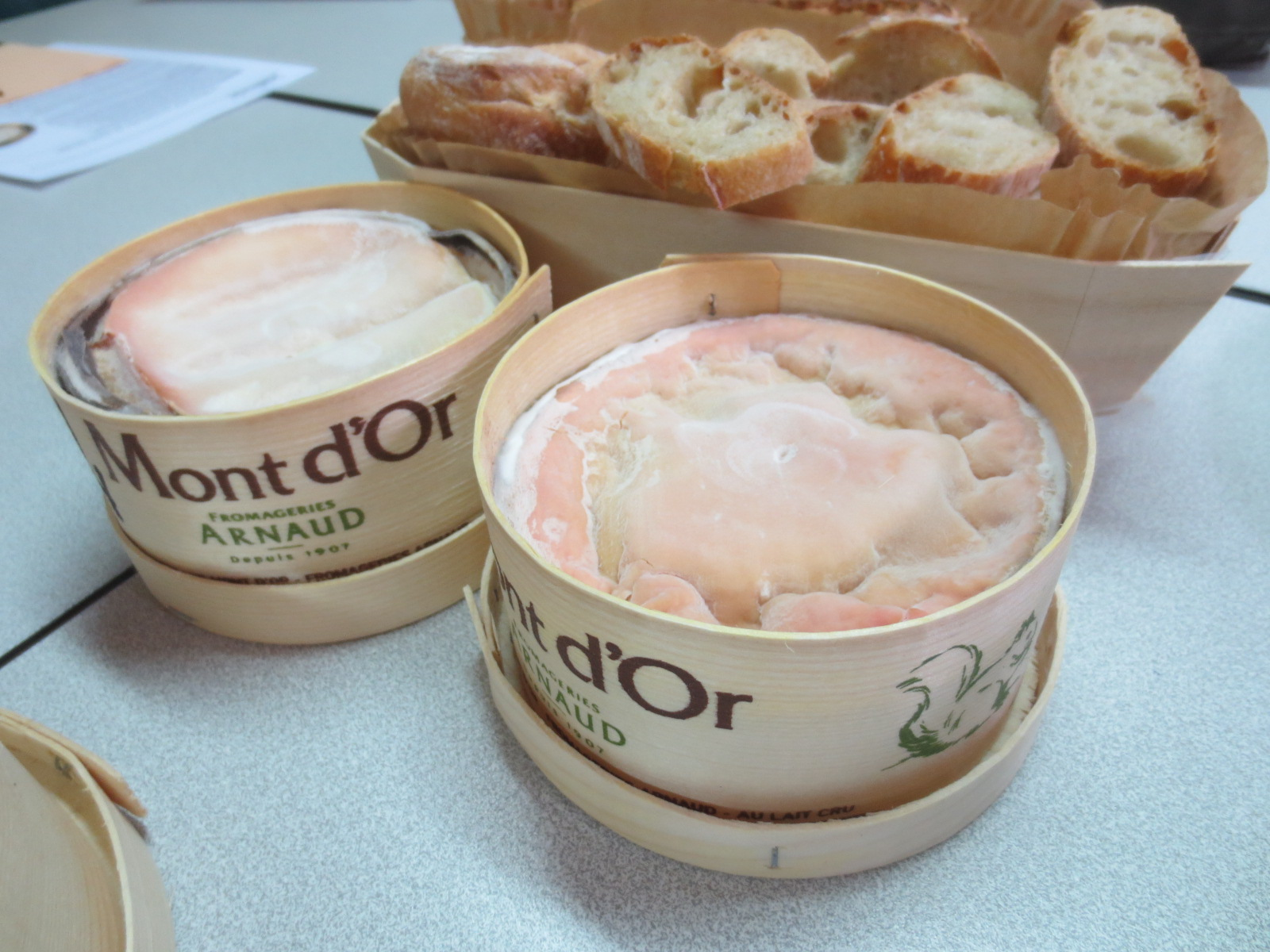
Mont d'Or (fromage).
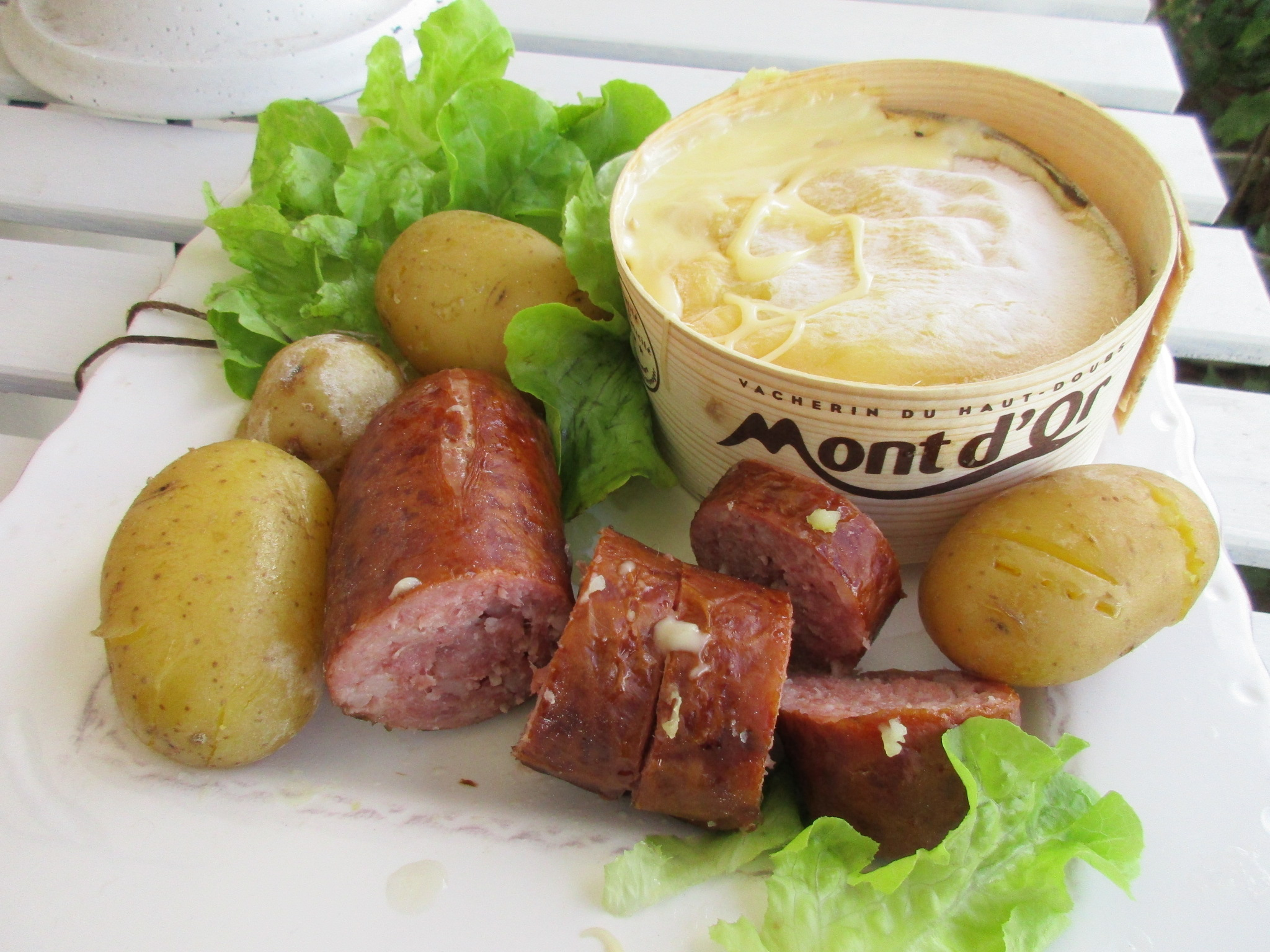
Mont d'Or chaud.

Comme le Mont d'Or (fromage) et l'Écorce de sapin, il est entouré d'une bande d'écorce de sapin résineux aromatique naturelle traditionnelle artisanale de sanglier (métier) du massif du Jura, et contenu dans une boîte en bois de sapin également artisanale. 
Comme le Mont d'Or ou le Morbier (fromage), il peut être consommé à la façon d'un Mont d'Or chaud, ou des Morbiflettes...